# 泰國國際航空311號班機空難
泰國國際航空311號班機是泰國國際航空一班來回廊曼國際機場至加德滿都特里布萬國際機場的定期航班。1992年7月31日星期五，一架空中巴士A310（注册编号：HS-TID）客機在执行这项通勤任务的最后进近加德满都时於UTC07时00分26秒（尼泊尔时间12时45分26秒；印度尼西亚时间14时00分26秒）在海拔高度11,500英尺（3,500）以地速300海里每小时（约555.6公里每小时）的速度撞上了加德满都以北37公里的山脉，导致機上99名乘客及14名機組人員全部死亡。

## 事故经过
TG311號班機於泰國當地時間上午10時30分從廊曼機場起飛，计划于尼泊尔标准时间上午12时33分到达加德满都. 。进入尼泊尔空域之后，飞行员呼叫空管并获得从南部仪表进近跑道02的许可，此种方法被称为“山脊VOR盘旋进近”。当时的尼泊尔空中管制并未配备雷达。
在飞机汇报位置于加德满都以南10公里处不久，飞行员呼叫空管由于“技术故障”请求改降印度加尔各答。 不久之后，飞行员回报飞机已无技术问题。随后空管许可飞行员进行山脊直接进场程序降落到跑道02并向空管汇报脱离9,500英尺（2,896）高度。正驾驶随后不断询问地表风速与可见度，但空管仅仅回复跑道02可用。

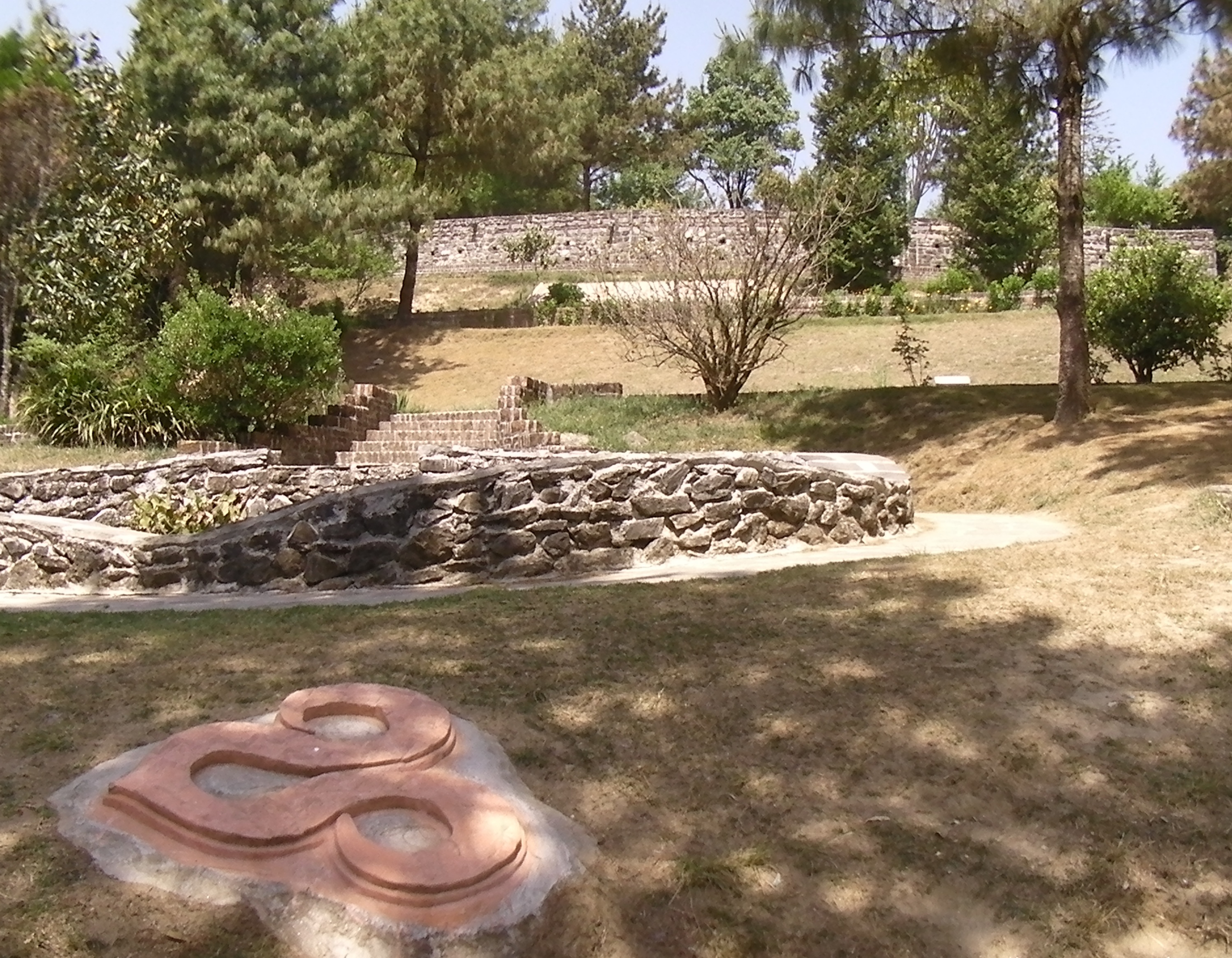
尼泊尔格格尼的纪念公园

一系列对于飞机所在高度以及离机场距离的误解（一部分是因为语言障碍和上任仅9个月的空管员经验不足所导致）接连不断的在311号班机与空管员之间发生。正驾驶向空管员请求了4次左转，但在没有得到回复之后自行右转并爬升到飞行高度200。处理311号班机的空管员根据班机訊息猜测飞行员已取消进近并向南飞行，所以空管员给予了飞机爬升到11,500英尺（3,505）的许可，而这个高度在机场南边是安全的。飞机随后进行了一次360度转弯下降回11,500英尺，并飞过了北边的机场于11,500英尺的高度撞上了郎唐国家公园的陡峭崖壁上。

## 调查过程
来自尼泊尔航空管理局、空中客车以及加拿大国家运输安全委员会（负责协助技术细节）判定飞机的内侧后缘襟翼在到达山脊点之后遇到了一个小故障。正驾驶担心在襟翼故障、空管导致的灰心丧气和副驾驶的能力不足的情况下使用儀器飛行完成复杂的进近过程降落到加德满都会非常棘手，于是正驾驶决定备降到加尔各答。 此时襟翼突然又开始工作，但正驾驶又不得不因为副驾驶的被动来完成这一复杂进近的其他方面。终于在几次与空管的交流障碍之后，正驾驶得以获得充分的机场天气訊息，但在那个时候飞机已经飞过了加德满都，正朝着喜马拉雅飞去。

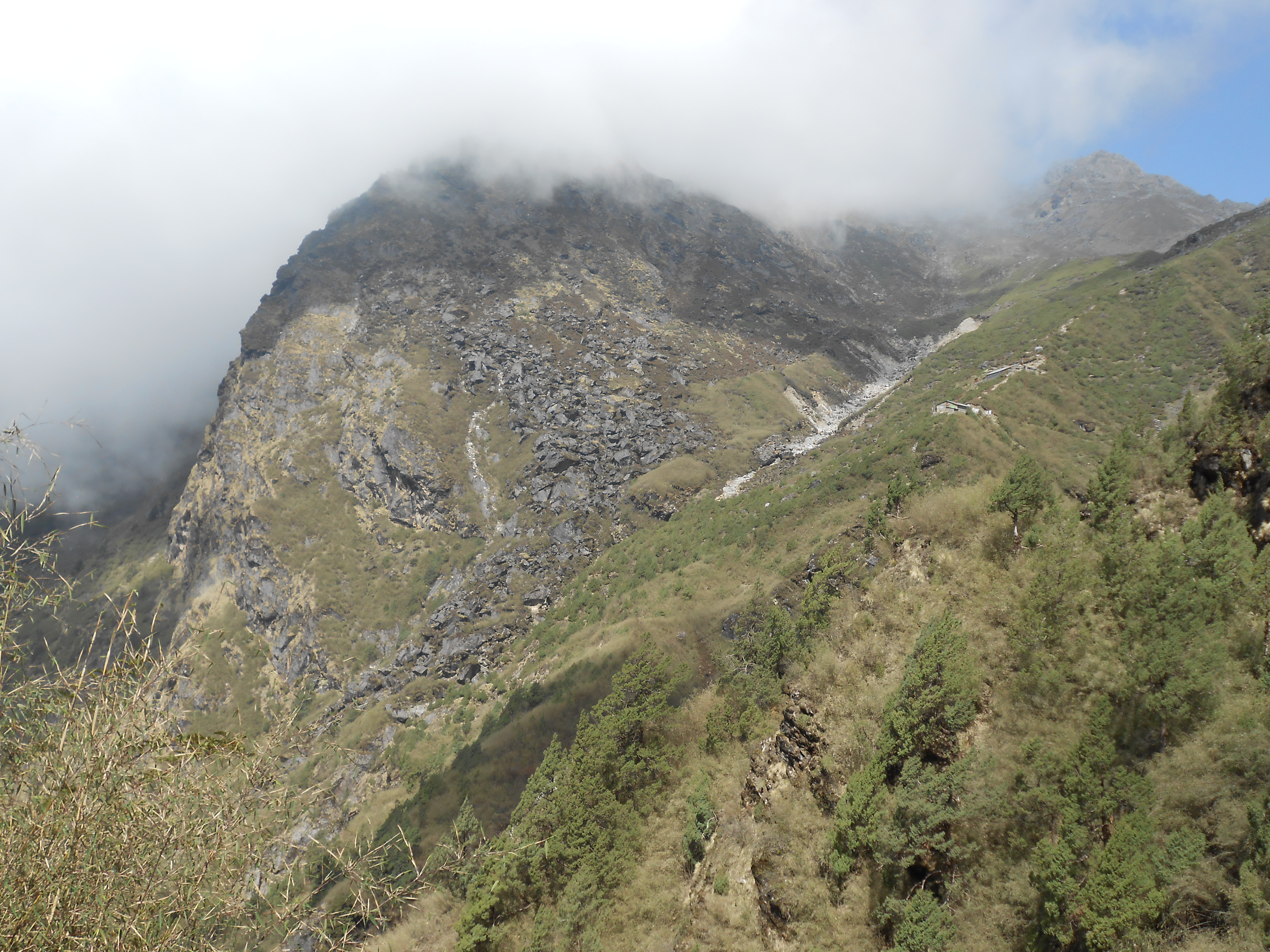
311号班机的坠毁地点，在尼泊尔的Ghopte和Tharepati Pass之间

尼泊尔官方发现造成事故的可能原因是正驾驶与空管员的状态意识缺失；语言与技术上的问题导致正驾驶几经挫败和承担高负荷的工作量、副驾驶的缺少主动性与对正驾驶问题的不确定答案；空管员的经验不足、英语能力的不足和拒绝干预所见的地形分离；缺乏对经验较少的空管员的管理；泰國國際航空没有对其旗下的飞行员提供模拟机模拟在复杂的加德满都进近；和对飞行管理系统的不正确使用。

## 遇难者
| 国籍   | 乘客 | 机务 | 总计 |
| ------ | ---- | ---- | ---- |
| 泰國   | 21   | 14   | 35   |
| 尼泊尔 | 23   | 0    | 23   |
| 日本   | 17   | 0    | 17   |
| 美国   | 11   | 0    | 11   |
| 比利时 | 5    | 0    | 5    |
| 芬兰   | 5    | 0    | 5    |
| 德国   | 4    | 0    | 4    |
| 西班牙 | 3    | 0    | 3    |
|        | 2    | 0    | 2    |
| 以色列 | 2    | 0    | 2    |
| 英国   | 2    | 0    | 2    |
| 加拿大 | 2    | 0    | 2    |
| 新西兰 | 1    | 0    | 1    |
|        | 1    | 0    | 1    |
| 总计   | 99   | 14   | 113  |

中國通用航空2755號班機空難於同一天發生於中國南京大校場機場，機上126人中有107或108人（也有估計為106或109人）罹難。
此次事故发生于巴基斯坦国际航空268号班机空难，坠毁于加德满都致使167人遇难的59天之前。
来自Ghopte之间的Tharepati Pass飞机残骸仍可在郎唐国家公园见到。
自此自空难之后，航班号被改为TG319。而回航航班号亦改为TG320。
此外，另有一名来自空中巴士的调查员Gorden Corps在爬上尼泊尔山脉时猝死。加上飞机遇难者共计114人罹难。

## 戏剧化
泰国国际航空311号班机空难被改编为了《空中浩劫》的第17季第10集——绝岭迷途。

## 另请参阅
- 巴基斯坦國際航空268號班機空難
- 航空安全
- 可控飞行撞地
- 商业客机事故列表